# Miss USA 1953
Hoa hậu Hoa Kỳ 1953 - Miss USA 1953 là cuộc thi Hoa hậu Hoa Kỳ lần thứ 2, được tổ chức vào ngày 16 tháng 7 năm 1953 tại Long Beach Municipal Auditorium ở Long Beach, California. Myrna Hansen đến từ bang Illinois đã giành chiến thắng trong cuộc thi, Hoa hậu Hoa Kỳ đầu tiên, Jackie Loughery đến từ bang New York đã trao lại vương miện cho cô.

## Kết quả
| Kết quả       | Thí sinh |
| ------------- | --- |
| Miss USA 1953 | - Illinois – Myrna Hansen |
| Á hậu 1       | - Myrtle Beach, SC – Mary Kemp Griffin |
| Á hậu 2       | - Alabama – Doris Edwards |
| Á hậu 3       | - Washington – Nancy Petraborg |
| Á hậu 4       | - Utah – Shauna Wood |
| Top 20        | - California – Marcella Roulette - Colorado – Jeanie Carroll - Iowa – Marilyn Shonka - Kentucky – Mary Ann Stice - Louisiana – Jeanne Thompson - Maine – Jackie Lee - Bản mẫu:Country data Miami Miami Beach, FL – Kay Duggar - Minnesota – Mary Ann Papke - Nebraska – Berneta Nelson - Nevada – Earlene Whitt - New York – Reta Knapp - Ohio – Eleanor Mack - Pennsylvania – Jeri Bauer - South Carolina – Susan Day - Texas – Joan Bradshaw |

## Giải thưởng phụ
| Giải thưởng       | Thí sinh                             |
| ----------------- | ------------------------------------ |
| Miss Congeniality | - Louisiana – Jeanne Vaughn Thompson |

## Thí sinh
- Alabama - Doris Edwards
- Arizona - Eleanor Ruth Cross
- Arkansas - Jackie Stucker
- California - Marcella Roulette
- Colorado - Jeanie Carroll
- Connecticut - Beverlee Burlant
- Idaho - Patricia Rose Carter
- Illinois - Myrna Hansen
- Indiana - Edith Mae Krumme
- Iowa - Marilyn Shonka
- Kentucky - Mary Ann Stice
- Louisiana - Jeanne Vaughn Thompson
- Maine - Jackie Lee
- Maryland - Diane Gale Durham
- Massachusetts - Joan Daly
- Bản mẫu:Country data Miami Miami Beach, FL - Kay Duggar
- Michigan - Jo Ann Page
- Minnesota - Mary Ann Papke
- Mississippi - Jessie Wynn Morgan
- Missouri - Donna Gardner
- Montana - Billie Jean Tyrrell
- Myrtle Beach, SC - Mary Kemp Griffin
- Nebraska - Berneta Nelson
- Nevada - Earlene Whitt
- New Hampshire - Muriel Roy
- New Jersey - Susan Ruth Harris
- New York - Reta Knapp
- North Carolina - Libby Walker
- North Dakota - Marilyn Caufield
- Ohio - Eleanor Mack
- Oklahoma - Barbara Bond
- Pennsylvania - Jeri Bauer
- Rhode Island - Barbara Deignan
- South Carolina - Susan Anthony Day
- South Dakota - Kathleen Herman
- Texas - Joan Gail Bradshaw
- Utah - Shauna Wood
- Vermont - Kathleen Surrel
- Virginia - Dorothy Lee Bailey
- Washington - Nancy Petraborg
- West Virginia - Fay Higley
- Wisconsin - Jacque Marie Kimmel
- Wyoming - Nancy Rogers